# Junkou
Junkou är en köping i sydöstra Kina. Den ligger i Jianning härad i staden Sanming i provinsen Fujian, omkring 260 kilometer väster om provinshuvudstaden Fuzhou. Antalet invånare är 14 233. Befolkningen består av 6 977 kvinnor och 7 256 män. Barn under 15 år utgör 21,0 %, vuxna 15-64 år 69 %, och äldre över 65 år 9,0 %.